# Paret
Pour les articles homonymes, voir Paret (homonymie).

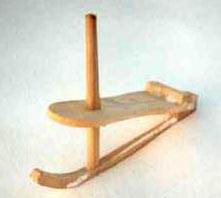
Paret de Manigod

Le paret (orthographié parret en 1908) est une petite luge en bois munie d'un seul patin ferré et équipée d'une planchette permettant de s’asseoir avec un pied de chaque côté du lugeon.
Autrefois, ce moyen de déplacement était utilisé par les enfants de la vallée de Manigod (Haute-Savoie, canton de Thônes).
Contrairement aux luges classiques, cet engin permet le ski assis :
- prise de carre d'où une maîtrise de la vitesse et de la direction.
- centre de gravité très bas d'où une pratique peu accidentogène.

Il s'adresse aussi aux personnes chez qui la peur, l'âge ou le handicap empêche la pratique du ski debout.
Un championnat de France annuel se déroule au col de la Croix Fry ou au col de Merdassier, à Manigod.

## Versions modernes en France
- Le Yooner muni d'un siège baquet amorti[1].
- le Snooc est un concept modulable qui permet de monter en skis de randonnée, puis de le transformer en ski-assis pour la descente.
- le Fabwé avec un système démontable et un amorti en bois.
- la Girouette[2] dans les Vosges en France.

## Autres pays
- le Plejzuh et le Ski-pok[3] en Slovénie ;
- le Jack Jumping (en) aux États-Unis ;
- le Rennböckl[4] dans le Tyrol ;
- le Skibock[5] en Suisse